# شاهین طلایی
شاهین طلایی فیلمی به کارگردانی قدرت‌الله صلح‌میرزایی و نویسندگی ابوالفضل آهنچیان محصول سال ۱۳۷۲ است.

## بازیگران
- محمود دینی
- محمد بانکی
- مهشید افشارزاده
- ثریا حکمت
- داریوش اسدزاده
- عباس مختاری
- محمد ورشوچی
- علی آزاد
- میرصلاح حسینی
- توحید اصلان‌زاده
- علی نظری
- عسگر کاظمی
- غلامعلی فیض‌آبادی
- حسین امیرعظیمی
- منوچهر غفوری
- بتول مرادی
- زهرا مرادی
- صفدر سیاهپوش
- محمدرضا شرفی
- حسین جهانی
- رسول قربان پور
- کاظم هژیرآزاد
- حسن دالوندی
- محمد ایمانی
- حمید کوهی
- بهروز خانی
- بهنام شریفیان
- بهشاد شریفیان
- یوسف میرکیانی
- مهدی فخاری
- محمد عرب عاملی
- علی اکبری
- عباس طحان
- علی حیدربیگی
- حسن عرب